# Nunzio DeFilippis
Nunzio DeFilippis (* 6. Mai 1970 in Flushing, Queens, New York) ist ein US-amerikanischer Autor von Comics und Fernsehsendungen.
DeFilippis schreibt mit seiner Frau, Christina Weir, die er traf, als beide Studenten am Vassar College waren. Die beiden haben für zwei Staffeln an HBOs Arli$$ geschrieben und haben Ideen für Geschichten an Disney Channels Kim Possible verkauft.  An Comics haben sie mehrere Graphic Novels und Miniserien für den unabhängigen Verlag Oni Press geschrieben, inklusive Skinwalker, Three Strikes, Maria's Wedding, The Tomb, Once In A Blue Moon und das vor kurzem herausgegebene Past Lies.
Ihre Arbeit bei Oni führte zu Arbeiten bei Marvel Comics und dem Wiedererscheinen der allerneuesten Version des Teenager-Mutantencomics New Mutants. Der Comic wurde in New X-Men: Academy X umbenannt. Ihr Lauf bei diesen Comics umfasste drei Jahre und erschuf fast zwei Dutzend neuer Mutanten-Charaktere mit Superkräften für Marvels X-Men-Franchise, inklusive Surge, Hellion, Wind Dancer, Prodigy, Wallflower, Elixir, Tag, Rockslide, Mercury, Anole und Wither.
Sie haben auch für DC Comics geschrieben, mit Geschichten die in Wonder Woman, Adventures of Superman und der letzten Secret Files erschienen.  Das Duo arbeitet auch in dem sich ausbreitenden Feld japanischer Manga, mit dem Abliefern der englischen Adaptionen für die Del Rey-Titel Guru-Guru Pon-Chan, Sugar Sugar Rune und Kagetora.  Sie haben auch einen im Original englischen Manga für Seven Seas Entertainment geschrieben, einen der Anfangstitel der Firma, Amazing Agent Luna und den anstehenden Piratenmanga Destiny's Hand.  DeFilippis schrieb auch, ohne seine Frau, eine Ausgabe von DC Comics Detective Comics.